# Al-Mayurqa (grup)
Al-Mayurqa és un grup de música tradicional mallorquí, creat el 1994. Agafa el nom de la denominació àrab antiga de la capital balear, Palma.

## Components
- Antoni Roig: Veu, guitarra rítmica, percussions tradicionals
- Manuel Martorell: Guitarres
- Maria Vilches: Veu
- Miquel Carbonell: Guitarró
- Gaspar Jaume: Baix elèctric
- Pere Joan Martorell: Flabiol, xeremies, xermeia MIDI, flautes i grall

## Discografia
- 1995: Projecte Roig (Edicions Blau)
- 1997: De poetes i altres codolades (Edicions Blau)
- 1998: Anem de gresca (Edicions Blau)
- 2001: Fent camí (Edicions Blau)
- 2003: Projecte Roig – Edició 2003 (Ona Digital)
- 2004: Amb coherència (Ona Digital)
- 2005: Tradició i compromís (Ona Digital) (2 CDs + 1 DVD)
- 2007: Temps de revolta